# رشته‌کوه اودوکان
رشته‌کوه اودوکان (روسی: хребет Удокан) یک رشته‌کوه در سرزمین زابایکالسکی کشور روسیه است.